# Nederlandse Vereniging van Gebruikers van Interactieve Informatiesystemen
De Nederlandse Vereniging van Gebruikers van Interactieve Informatiesystemen (VOGIN) is opgericht in 1977 door en voor online informatiespecialisten.
Het lidmaatschap van de vereniging is toegankelijk voor iedereen die interactieve informatiesystemen als online databanken, cd-rom¹s en Internet gebruikt voor beroep en studie. Vogin is een zelfstandige afdeling binnen de Nederlandse Vereniging voor Beroepsbeoefenaren in de Bibliotheek-, Informatie- en Kennissector (NVB).